# Gyda van Zweden
Gyda van Zweden (10?? - 1048/49) was een koningin-gemalin van Denemarken.
Zij was gehuwd met Sven II van Denemarken.